# 月輪古墳群

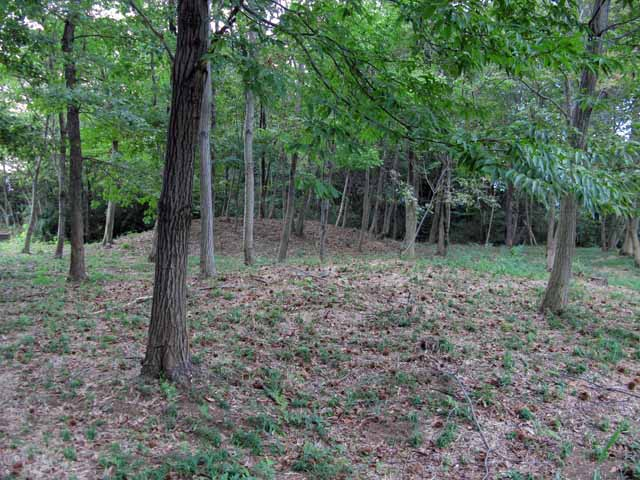
月輪古墳群

月輪古墳群（つきのわこふんぐん）は、埼玉県嵐山町と滑川町にまたがって分布する古墳群である。

## 概要
東松山台地北縁の、嵐山町川島字屋田から滑川町月輪字西荒井にかけて、東西400メートル、南北800メートルの範囲に所在する。嵐山町側を「屋田古墳群」、滑川町側を「月輪古墳群」と呼ぶこともある。かつては100基以上の古墳があったと推測されたが、多くの古墳は開墾などにより破壊され、2002年（平成14年）のつきのわ駅開設に伴う区画整理事業の際に発掘調査が行われ、59基の古墳の記録保存がなされた。
現在直径20〜30メートルの円墳47基が現存する。
1951年(昭和26年)に東京大学考古学研究室が月輪1号墳の発掘調査を実施した。1977年(昭和52年)から翌年にかけて関越自動車道の建設に伴い9基の古墳（屋田1号〜9号）と円筒埴輪棺2基が調査されている。
1995年(平成7年)から2002年(平成14年)にかけて滑川町月輪遺跡群発掘調査会によって進められた古墳群の調査では、円墳50基（墳丘のあるもの8基）、帆立貝形古墳2基、円筒埴輪棺4基が確認されている。
埋葬施設や出土品から古墳時代後期の5世紀後半から7世紀の築造と推定されている。
1969年（昭和44年）10月1日、埼玉県の重要遺跡に選定された。

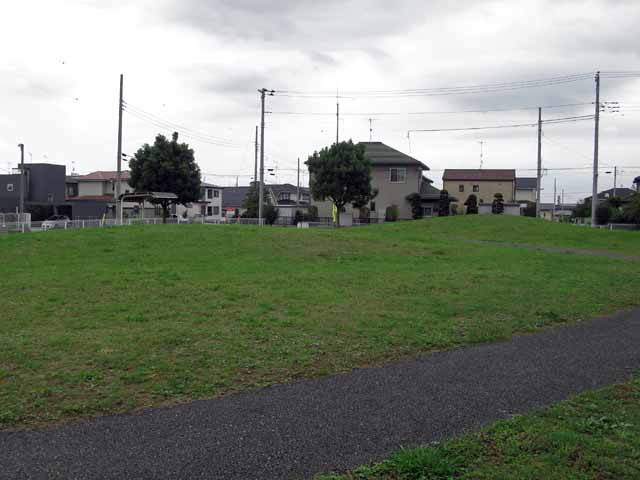
こふん公園

区画整理区域内に「こふん公園」が開設され、そこに円墳2基が保存されている。